# 内村剛介
内村 剛介（うちむら ごうすけ、1920年3月18日 - 2009年1月30日）は、日本のロシア文学者、評論家。文芸誌『同時代』同人。本名、内藤操。
シベリア抑留された人

## 来歴・人物
栃木県生まれ。1934年、満州に渡る。1943年、ハルピン学院卒業。同年、関東軍に徴用される。
敗戦とともにソ連に抑留され、以後、11年間をソ連内の監獄・ラーゲリで過ごした。1956年末、最後の帰還船で帰国。帰国後、商社に勤務する傍ら文筆活動を始め、『生き急ぐ』はロングセラーとなる。スターリニズムやソ連の文学・思想を、抑留体験から解読・批判したほか、現代日本への批判も行なった。
1973年、北海道大学教授。1978年から1990年まで上智大学教授。2009年、心不全のため88歳で死去。

## 著書

### 単著・対談集
- 『呪縛の構造』現代思潮社 1966
- 『生き急ぐ スターリン獄の日本人』三省堂新書 1967 のち国文社、中公文庫、講談社文芸文庫
- 『わが思念を去らぬもの』三一書房 1969
- 『独白の交錯 対話集』冬樹社 1971
- 『ソルジェニツィン・ノート』河出書房新社 1971
- 『流亡と自存』北洋社 1972
- 『愚図の系譜』白馬書房 1973
- 『信の飢餓 評論集』冬樹社 1973
- 『幕末は終末 歴史対談集』新人物往来社 1974
- 『ナロードへの回帰』二月社 1974
- 『初原の思念』白馬書房 1975
- 『妄執の作家たち』河出書房新社 1976
- 『科学の果ての宗教』講談社学術文庫 1976
- 『ロシヤ風物誌』西田書店 1977
- 『ドストエフスキー 人類の知的遺産 51』講談社 1978
- 『失語と断念 石原吉郎論』思潮社 1979
- 『ロシア無頼』高木書房 1980
- 『わが身を吹き抜けたロシア革命』五月書房 2000 ISBN 978-4772703192
- 『見るべきほどのことは見つ』恵雅堂出版 2002 ISBN 978-4874300282
- 『内村剛介ロングインタビュー 生き急ぎ、感じせく 私の二十世紀』聞き手陶山幾朗、恵雅堂出版 2008 ISBN 978-4874300404
- 『内村剛介著作集』全7巻 恵雅堂出版 2008-2013。陶山幾朗[2]編

第1巻 わが二十世紀茫々
第2巻 モスクワ街頭の思想
第3巻 ソビエト作家論
第4巻 ロシア・インテリゲンチャとは何か
第5巻 革命とフォークロア
第6巻 日本という異郷
第7巻 詩・ことば・翻訳

### 編著ほか
- 『われらの内なる反国家』大沢正道共編 太平出版社 1970
- 『スターリン時代　ドキュメント現代史4』平凡社 1973
- 『だれが商社を裁けるか』 高木書房 1979
- 監修『ラーゲリ(強制収容所) 註解事典』恵雅堂出版 1996

### 翻訳
- マーシャ・ロリニカイテ『マーシャの日記——私は語らずにはいられない』雪書房 1966、集英社文庫 1979
- 『エセーニン詩集』弥生書房 1968
- レフ・トロツキー『文学と革命』全2巻 現代思潮社 1969
- ソルジェニツィン『鹿とラーゲリの女』染谷茂共訳 河出書房新社 1970
- ミハイロ・ミハイロフ『ロシヤ文学と実存』紀伊国屋書店 1971